# Северни галаго игличастих канџи
Северни галаго игличастих канџи (лат. Euoticus pallidus) је врста полумајмуна из породице галага (Galagidae). 

## Распрострањење
Ареал врсте је ограничен на мањи број држава. 
Врста је присутна у Нигерији, Камеруну и Екваторијалној Гвинеји.

## Станиште
Станиште врсте су шуме. 

## Начин живота
Женка обично окоти по једно младунче. 

## Угроженост
Ова врста није угрожена, и наведена је као последња брига јер има широко распрострањење.